# Giuseppe Tonucci
Pour les articles homonymes, voir Tonucci.
Giuseppe Tonucci (né le 9 mars 1938 à Fano et mort le 11 octobre 1988 à Pesaro) est un ancien coureur cycliste italien, professionnel de 1961 à 1963.

## Biographie
Deux fois champion d'Italie sur piste, Giuseppe Tonucci est régulièrement sélectionné dans l'équipe nationale d'Italie pour participer aux courses amateurs. Il gagne notamment une étape de la Course de la Paix en 1959.
L'année suivante, il est sélectionné pour la course en ligne des Jeux olympiques de 1960 à Rome, qu'il termine en 19e position.
Il passe professionnel en 1961 dans l'équipe Ignis. Il décroche sa première victoire chez les professionnels : le Gran Premio Cemab, puis prend part à son premier grand tour, le Tour d'Italie, où il se classe troisième de la 5e étape avant d'abandonner.
En 1962, il remporte la plus grande victoire de sa carrière en s'imposant sur la 10e étape du Tour d'Italie. En juillet, il participe pour la seule fois de sa carrière au Tour de France, la plus grande course cycliste au monde qu'il achève à la 88e place.
Il quitte l'équipe Ignis-Moschettieri pour Gazzola en 1963. Il effectue sa dernière année au sein de cette équipe et participe une dernière fois au Giro, qu'il finit pour la première fois.
Il décède le 11 octobre 1988 des suites d'une longue maladie.

## Palmarès et résultats

### Palmarès
- 1959
  - 10e étape de la Course de la Paix
- 1961
  - Grand Prix Cemab à Mirandola
- 1962
  - 10e étape du Tour d'Italie

### Résultats sur les grands tours

#### Tour de France
1 participation 
- 1962 : 89e

#### Tour d'Italie
3 participations
- 1961 : abandon
- 1962 : abandon (14e étape), vainqueur de la 10e étape
- 1963 : 86e